# Ghazala Wadood
Ghazala Wadood (* um 1960) ist eine pakistanische Badmintonspielerin. 

## Karriere
Ghazala Wadood gewann 1982 ihren ersten nationalen Einzeltitel. 1983 und 1984 verteidigte sie den Titel. 1988 und 1990 sowie 1993 war sie in dieser Disziplin erneut erfolgreich. 1989 und 1991 nahm sie in allen drei möglichen Disziplinen an den Badminton-Weltmeisterschaften teil. 

## Sportliche Erfolge
| Saison | Veranstaltung               | Disziplin   | Platz | Name                            |
| ------ | --------------------------- | ----------- | ----- | ------------------------------- |
| 1982   | Pakistanische Meisterschaft | Dameneinzel | 1     | Ghazala Wadood                  |
| 1983   | Pakistanische Meisterschaft | Dameneinzel | 1     | Ghazala Wadood                  |
| 1984   | Pakistanische Meisterschaft | Dameneinzel | 1     | Ghazala Wadood                  |
| 1988   | Pakistanische Meisterschaft | Dameneinzel | 1     | Ghazala Wadood                  |
| 1989   | Weltmeisterschaft           | Damendoppel | 33    | Ghazala Wadood / Afshan Shakeel |
| 1990   | Pakistanische Meisterschaft | Dameneinzel | 1     | Ghazala Wadood                  |
| 1993   | Pakistanische Meisterschaft | Dameneinzel | 1     | Ghazala Wadood                  |